# 厨川城
厨川城（くりやがわじょう）は、岩手県盛岡市安倍館町（陸奥国岩手郡厨川村字館）にあった日本の城。別名栗谷川城（くりやがわじょう）。遺跡（埋蔵文化財包蔵地）名では「安倍館遺跡（あべたていせき）」と呼ばれる。平泉滅亡から盛岡開府までのおよそ400年間、盛岡地域の行政拠点となった城館である。

## 概要
厨川城の前身は、鎌倉幕府の御家人・奥州工藤氏（厨川工藤氏）の居館「厨川館」である。工藤行光は、1189年（文治5年）の奥州合戦の際に源頼朝に従い、岩手郡の33郷を与えられたとされるが、その領地は後世に岩手郡厨川周辺のみとなり、工藤氏の一派は「栗谷川氏」を名乗った。現在、当城跡に比定されている「安倍館遺跡」は、北東側が北上川に面した切り立った崖となっており、自然の外堀としている。現在も往時の曲輪平坦面と、それらを隔てる堀切跡が残されている。
盛岡市と厨川村との合併まで、この地は「岩手郡厨川村字館」と呼ばれていたが、後に「盛岡市安倍館町」となった。これは現在の安倍館遺跡（厨川城跡）が、平安時代中期の11世紀半ばに起きた前九年の役で、源頼義の軍に攻められ滅亡した豪族・安倍氏の居館（厨川柵または嫗戸柵）跡だと言い伝えられてきたためである。
「安倍館」と呼ばれる場所は岩手県内各所に存在するが、安倍館遺跡では、安倍氏時代にあたる11世紀代の遺構は発見されておらず、この地が安倍氏の居館であったという確証を得るには至っていない。同地内には「安倍館跡」と刻まれた石碑があり、「厨川柵」の一部、または安倍氏の城柵「嫗戸柵」であるという見方もあるが、現在のところ伝承に基づく疑定に留まっている。
これまでの発掘調査の成果では、安倍館遺跡は出土遺物の様相から16世紀代に造営された城郭であり、安倍氏ではなく、工藤氏が築城した厨川城であると目されている。また、厨川城築城以前からの工藤氏の居館「厨川館」については、出土遺物の様相から安倍館遺跡の南西に位置する「里館遺跡（さたていせき）」である可能性が高まっている。
また、安倍氏時代の厨川柵・嫗戸柵所在地に関しては、盛岡市教育委員会による厨川地域における2018年（平成30年）までの発掘調査成果では、同市西青山3丁目の境橋遺跡、大館町・稲荷町にまたがる稲荷町遺跡や大新町遺跡・大館町遺跡・小屋塚遺跡、前九年1丁目の宿田遺跡、上堂4丁目の上堂頭遺跡などから、安倍氏時代にあたる10世紀末-11世紀中頃の土師器などの遺物や、竪穴建物・掘立柱建物などの遺構が検出されている。また西青山1丁目の赤袰遺跡では、同時期の鍛冶遺構や土師器生産遺構などが見つかっていることから、盛岡市教育委員会は、上記諸遺跡の分布範囲内に厨川柵・嫗戸柵が存在したことはほぼ確実であろうとしている。

## 歴史・沿革

### 平安時代
- 康平5年（1062年） - 前九年の役で源頼義・源義家および清原武則が厨川柵・嫗戸柵を攻め、安倍氏を倒す。以後、出羽清原氏が厨川を統治する。
- 後三年の役で出羽清原氏が内紛状態となり、安倍氏の血を引く清原清衡が藤原姓に復す（奥州藤原氏）。
- 藤原清衡が都市平泉を開き、岩手郡を含む奥六郡を掌握する。
- 文治5年（1189年） - 奥州合戦で源頼朝が平泉を滅亡させ、さらに厨川柵跡を目指して北進。前九年合戦の先例にならい、厨川柵跡で、源頼朝が父祖に当たる源頼義の故事を再現する。この時、伊豆国の工藤氏に岩手郡を与え、工藤氏は厨川柵跡に「厨川館」を定めたとされる。厨川館の地は、発掘調査により現在の天昌寺台地周辺の「里館遺跡」である可能性が高いとされているが、11世紀代の厨川柵まで遡る遺構や遺物は確認されていない[7]。

### 鎌倉時代
- 鎌倉幕府の成立に伴い、その一拠点となる。承久年間には、厨川は北条得宗領となる。

### 室町時代
- 厨川城築城（盛岡市安倍館町）。
  - 南館 東西91メートル×南北51メートル
  - 中館 東西95メートル×南北47メートル
  - 本丸 東西115メートル×南北87メートル
  - 北館 東西118メートル×南北20メートル
  - 外館 東西111メートル×南北75メートル
  - 勾当館

### 安土桃山時代
- 天正20年（1592年）、盛岡城築城に伴い破却された。栗谷川氏は、この時期に南部氏の家臣となっている。

### 江戸時代
- 厨川館跡には前九年合戦の物故者等の菩提を弔う場が設けられていたが、荒廃が進んでいたため、江戸時代初期、栗谷川八兵衛（藤原）光成が、天正寺（のちの天昌寺）として再興する。

### 近現代
- 明治維新以後、栗谷川氏は、鎌倉時代から伝わる内秘仏「伝木造聖観世音菩薩立像」（盛岡市指定有形文化財[2]）を天昌寺へ奉納。
- 盛岡市は厨川村との合併の際、厨川城跡である安倍館遺跡を公園として整備することを協定に結んでいる。